# Öküzgözü
Öküzgözü (in curdo: Çavga o Tiriyê Çavga) è un vitigno e un vino turco. Esso è uno dei due vitigni autoctoni della provincia di Elazığ (l'altro è il Boğazkere), situato sull'altopiano anatolico a nord dei Monti del Tauro. Le varie sorgenti del fiume Eufrate in questa regione ammorbidiscono il clima normalmente rigido della Turchia orientale.
L'Öküzgözü presenta acini rotondi e di colore scuro, che sono i più grandi tra i vitigni coltivati in Turchia. La parola turca öküzgözü significa letteralmente "occhio di bue".